# Кюстендилски конгрес на ВМОРО
Кюстендилският конгрес на ВМОРО се провежда от 5 до 15 март 1908 година в село Жабокрът, Кюстендилско, свикан от единствения жив член на Задгранично представителство на ВМОРО Христо Матов.
Конгресът има за задача да разгледа общото положение в Македония и Одринско и състоянието на революционната организация; да ревизира устава и общия правилник от 1905 година; да вземе становище по различни въпроси като борбата против чуждите въоръжени пропаганди – сръбската и гръцката, четническия институт, младотурското движение, да избере насоките на революционната дейност, също така да избере и Централен комитет и Задгранично представителство и преди всичко да обсъди убийствата на Михаил Даев, Иван Гарванов и Борис Сарафов от 1907 година, извършени от дейци на Сярската група в организацията.

## Делегати на конгреса
| - I Солунски окръг - Георги Мончев - Добри Даскалов - Петко Пенчев - Петър Чаулев - Христо Татарчев - Туше Делииванов | - II Битолски окръг - Васил Чекаларов - Дякон Евстатий - Евтим Спространов - Иван Групчев - Илия Биолчев - Михаил Дорев - Петър Ацев - Петър Нейчев - Тане Николов - Христо Матов - Христо Силянов | - III Серски окръг - не са поканени делегати - IV Одрински окръг - Климент Шапкарев - Петър Андреев - V Струмишки окръг - Георги Варналиев | - VI Скопски окръг - Георги Гочев - Ефрем Чучков - Йордан Спасов - Милан Гюрлуков - Стоян Мишев - Тодор Александров - Тодор Черваров - Христо Шалдев |

Делегатите на Серския окръг не са поканени поради ролята им на отцепници, свързана с убийствата на Даев, Сарафов и Гарванов. Делегатите на Струмишкия окръг Пере Тошев, Петър Китанов и Костадин Самарджиев – Джемото не идват на конгреса, като протест срещу това, че струмишкият ръководител Христо Чернопеев в това време е в затвор в България, заради предполагаемо участие в атентата извършен от Тодор Паница. Заради започнали афери в Солун отсъстват и тримата тамошни делегати Димитър Стефанов, Иван Илиев и Тодор Попантов, а Христо Татарчев пристига със закъснение, отсъстват също и одринските делегати Стамат Икономов и Пею Шишманов.

## Разисквания и решения
За председател на конгреса е избран Христо Матов, за подпоредседател Петър Ацев, а за секретари Петко Пенчев и Добри Даскалов. Разискват се моментното положение на организацията, свършената работа от Централния комитет и Задграничното представителство, вътрешни организационни проблеми като гражданските съдилища на организацията, четническите институти, преминаване към терористични действия в градовете, самофинансиране и спонсорство от България, отношенията на организацията спрямо България, Екзархията, чуждите пропаганди, младотурците и реформите в Османската империя.
Най-сериозни диспути води казусът с убийствата на Михаил Даев, Иван Гарванов и Борис Сарафов от Тодор Паница, по поръчение на Яне Сандански. Съгласно оповестеното открито писмо на Яне Сандански до българската общност, при което разкрива причините за действията си, конгресът го осъжда за незпазване на членове 189, 190, 193 и 205 от устава на ВМОРО, тоест за неправомерно извършените убийства. Яне Сандански, Тодор Паница, Чудомир Кантарджиев, Александър Буйнов и Георги Скрижовски са осъдени на смърт.
Организацията взима решение за установяване на по-силни връзки с България, приемане на парични средства от правителствата ѝ, макар да не се ангажира с нищо конкретно в замяна.
Избран е нов Централен комитет, който придобива и по-големи правомощия, в състав Павел Христов, Ефрем Чучков и Петко Пенчев. За допълнителни членове са избрани Стоян Икономов, Петър Ацев и Аргир Манасиев. За членове на Задграничното представителство в София са избрани Христо Матов, Михаил Дорев и Апостол Грежов, а за допълнителни членове доктор Христо Татарчев, Пейо Яворов и Христо Силянов. Също така се решава, че вестникът издаван в София „Илинден“ става официален орган на ВМОРО.

## Последствия
Представители на Струмишкия окръг, въпреки устната и писмена покана от Комисията по организирането на конгреса, не присъстват на конгреса и в писмо до председателя Матов изразяват несъгласието си с решенията на конгреса. Струмишките дейци се опитват да примирят серчани с останалите революционни окръзи. След конгреса ръководителя на окръга Христо Чернопеев се среща с Матов и в четиричасов разговор обсъждат разцеплението във ВМОРО. Но след публикуването на декларацията на конгреса струмичани се определят на страната на серчани със специално изложение и с поредица статии в „Одрински глас“. Писмото на струмичани е пуснато и като отделна брошура по името „Израждането на македонската революционна организация“.
С издадена смъртна присъда, Яне Сандански организира конгрес в Банско през май 1908 година, на който с приближените си се обособява в нова Македоно-одринска революционна организация и активно подпомага Младотурската революция от юли същата година. Неуспешни опити за изпълнението на смъртната му присъда през същата 1908 година правят веднъж Тане Николов и после Владе Сланков. Само няколко месеца след края на конгреса се избухва Младотурската революция, след която фактически организацията преустановява дейността си и мнозинството от промените, приети на Кюстендилския конгрес, остават неизпълнени.